# Victoria Hamilton
Pour les articles homonymes, voir Hamilton.
Victoria Hamilton, née le 5 avril 1971  à Wimbledon (Londres), est une actrice britannique.

## Filmographie

### Cinéma
- 1999 : Mansfield Park : Maria Bertram
- 2002 : Before You Go : Catherine
- 2006 : Scoop : Jan
- 2008 : French Film : Cheryl

### Télévision

#### Séries télévisées
- 1995 : Orgueil et préjugés : Mrs Forster
- 1995 : Persuasion : Henrietta Musgrove
- 1995-1996 : Cone Zone : Zandra
- 1998 : Performance : Cordelia
- 2000 : Inspecteur Barnaby : Hilary Inkpen
- 2001 : La Famille Savage : Jessica
- 2001-2002 : Babyfather : Lucy Fry
- 2005 : Jericho : Miss Greenaway
- 2005 : To the Ends of the Earth : Miss Granham
- 2005 : Twisted Tales : Jessie Vasquez
- 2006 : Les pêcheurs de coquillages : Nancy
- 2007 : Scotland Yard, crimes sur la Tamise : Suzy MacDonald
- 2007 : The Time of Your Life (en) : Esther
- 2008-2011 : Lark Rise to Candleford : Ruby Pratt
- 2013 : What Remains : Peggy
- 2014 : The Game : Sarah Montag
- 2015 : Call the Midwife : Iris Willens
- 2015-2017 : Doctor Foster : Anna
- 2016 : Our Ex-Wife : Hillary
- 2016-2017 : The Crown : Elizabeth Bowes-Lyon
- 2020 : Life : Belle
- 2022 : His Dark Materials : À la croisée des mondes : Stelmaria (voix)

#### Téléfilms
- 1996 : The Merchant of Venice : Nerissa
- 2001 : Victoria et Albert : Victoria
- 2002 : A Day in the Death of Joe Egg : Sheila
- 2002 : Goodbye, Mr. Chips : Kathie
- 2003 : In Search of the Brontës : Charlotte Brontë
- 2005 : A Very Social Secretary : Kimberly Fortier
- 2006 : Wide Sargasso Sea (en) : Aunt Cora
- 2010 : Toast : Mum
- 2016 : The Circuit : Helene